# Сакаї Масато
Масато Сакаї (яп. 坂井 聖人, нар. 6 червня 1995, Янаґава, Префектура Фукуока, Японія) — японський плавець, срібний призер Олімпійських ігор 2016 року.

## Виступи на Олімпійських іграх
| Олімпіада | Дисципліна       | Місце |
| --------- | ---------------- | ----- |
| Ріо 2016  | 200 м батерфляєм | 2     |